# Rácz Rita
Rácz Rita (Szeged, 1979. november 20. –) magyar opera-énekesnő (szoprán).
Rácz Tibor és Fekete Gizi színészek leánya, a pályatárs Haja Zsolt felesége.

## Élete
A Szegedi Tudományegyetem Zeneművészeti Karán Andrejcsik István irányítása mellett végzett magánének szakon. A diplomaszerzés évében részt vett Marton Éva mesterkurzusán, akinek ajánlásával felvételt nyert a Budapesti Liszt Ferenc Zeneművészeti Egyetem opera szakára. Itt 2008-ban végzett Marton Éva és Kovalik Balázs növendékeként.
Első operaszerepét, Mozart Figaro lakodalmának Barbarináját még a főiskolai évek alatt énekelte a Szegedi Nemzeti Színházban. Ezt további kisebb szerepek követték Szegeden: Frasquita (Bizet: Carmen), Annuska (Otto Nicolai: Windsori víg nők), Clorinda (Rossini: Hamupipőke).
A 2008/2009-es évadtól kezdődően a Magyar Állami Operaház ösztöndíjas tagja, ahol Ránki György Pomádé király új ruhájának Dzsufijaként mutatkozott be. A Ránki operát Papagéna (Mozart: A varázsfuvola), Genio (Haydn: Orfeusz és Euridiké) és Sophie (Richard Strauss: A rózsalovag) szerepei követték.
Szintén ebben az évadban Kocsár Balázs vezényletével debütált Erkel operájában, a Bánk bánban Melindaként a Gyulai Várszínházban, a Margitszigeti Szabadtéri Színpadon és a Debreceni Csokonai Színházban. 2009 januárjában ismét Szegeden lépett színpadra Susanna (Mozart: Figaro házassága) szerepében, majd a Szegedi Szabadtéri Játékokon Zórika szerepét énekelte (Lehár: Cigányszerelem).
2010 tavaszán a Győri Nemzeti Színházban Olympia (Offenbach: Hoffmann meséi) szerepében mutatkozott be, a Miskolci Nemzetközi Operafesztiválon pedig szoprán szólót énekelt a Carmina Buranaban, melyet a milánói Scala kórusával adtak elő.
A 2010/2011-es évadot Debrecenben kezdte, ahol Gara Máriát (Erkel: Hunyadi László) játszotta a Csokonai Színházban. Ezt követően operaházi fellépések következtek: Adél (ifj. Johann Strauss: A denevér), Blonde (Mozart: Szöktetés a szerájból), Zerbinetta (R.Strauss: Ariadné Naxoszban), Gilda (Verdi: Rigoletto), Susanna (Mozart: Figaro házassága), Annuska (Weber: A bűvös vadász).
2012-ben a Magyar Állami Operaház ománi vendégszereplésén Kurt Riedl és Elena Mosuc oldalán játszotta Blondét. Mestere, Marton Éva születésnapi koncertjén, melyen Zerbinetta áriáját énekelte, Jonas Kaufmannal lépett fel egy színpadon.
Rendszeresen fellép a Miskolci Nemzetközi Operafesztiválon, vendégszerepelt Kínában, Lengyelországban, Ománban, Németországban és Észtországban. A budapesti Művészetek Palotájában számos koncert mellett énekelte a Kocsis Zoltán által vezényelt Richard Strauss-mű, A hallgatag asszony Aminta szerepét.

## Díjak, elismerések
Számos díj és elismerés tulajdonosa: 2004-ben megkapta Szeged város közönségének elismerését, a Dömötör-díjat „A legjobb női mellékszereplő” kategóriában. Ebben az évben harmadik, 2006-ban második helyezést ért el a Nemzetközi Simándy József Énekversenyen. 2007-ben az olaszországi Spoletoban rendezett nemzetközi énekversenyen a döntőig jutott el, 2009-ben pedig a Mezzo Operaversenyen elnyerte Zerbinetta szerepét Richard Strauss Ariadné Naxosz szigetén című operájában. 2010-ben neki ítélték az Operaház fiatal tehetségeinek járó Juventus-díjat, és az országos Junior Prima díj magyar zeneművészet kategóriájának győztese volt. 2014-ben kiemelkedő tevékenysége elismeréséül átvehette a Magyar Bronz Érdemkereszt polgári tagozatának kitüntetését, 2021-ben pedig – az operairodalom szopránszerepeiben aratott nemzetközi sikerei elismeréseként – megkapta a Magyar Ezüst Érdemkeresztet. A Magyar Állami Operaház 2022/23 -as évad Kamaraénekese.

## Szerepei
- Barbarina (Mozart: Figaro házassága)
- Frasquita (Bizet: Carmen)
- Annuska (Otto Nicolai: Windsori víg nők)
- Clorinda (Rossini: Hamupipőke)
- Dzsufi (Ránki György: Pomádé király új ruhája)
- Papagéna (Mozart: A varázsfuvola)
- Géniusz (Haydn: A filozófus lelke, avagy Orpheusz és Eurüdiké)
- Sophie (Richard Strauss: A rózsalovag)
- Melinda (Erkel Ferenc: Bánk bán)
- Susanna (Mozart: Figaro házassága)
- Zórika (Lehár Ferenc: Cigányszerelem)
- Olympia (Offenbach: Hoffmann meséi)
- Gara Mária (Erkel Ferenc: Hunyadi László)
- Adel (Johann Strauss jun.: A denevér)
- Blonde (Mozart: Szöktetés a szerájból)
- Zerbinetta (Richard Strauss: Ariadne Naxoszban)
- Gilda (Giuseppe Verdi: Rigoletto)
- Annuska (Carl Maria von Weber: A bűvös vadász)
- Aminta (Richard Strauss: A hallgatag asszony)
- Ámor (Christoph Willibald Gluck: Orfeusz és Eurüdiké)
- Musetta (Giacomo Puccini: Bohémélet)
- Carl Orff: Carimina Burana -  szoprán szóló
- Fiatal leány (Kodály Zoltán: Székely fonó)

## Filmjei
- Senkiföldje (1993)
- Barátok közt (2001, 2002–2003, 2020 tv-sorozat)
- Ki vagy te (2022–2023)